# 東京地鐵17000系電聯車
東京地鐵17000系電聯車（日语：／ Tōkyō Metro 17000-kei densha */?）是東京地鐵有樂町線和副都心線的通勤型列車，於2021年2月21日投入服務。
這款列車在2020年獲得優良設計獎。2022年獲得桂冠獎。

## 概要
為汰換使用45年以上的7000系，以及提升乘客舒適度因而生產製造。

## 規格與構造

### 規格
東京地鐵的車輛要具備以下規格：
- 由於車站短，坡度大，因此要求高加減速性能。
- 由於線路限制，彎道很多，需要較高的彎道通過性能。
- 因要直通運行而需要高速行駛。
- 因會直通各線，所以車內佈局要相似。

### 車體
車外

整體繼續使用13000系的設計。圓形的車頭燈讓人想起傳統車輛。在列車外的頂部貼上貼紙，以便使用輪椅和嬰兒車的乘客可以輕鬆知道空閒空間的位置。
車內

採用該線顏色的座椅，並且用強化玻璃來做座椅旁的隔板和行李架，從而有更大的空間感。
車門上安裝了2個液晶顯示螢幕。車輛內部安裝了閉路監視器，以防止犯罪活動。
車門

車門入口下部設計傾向月台的斜角，並且增加車門寬度，以方便輪椅/嬰兒車以及攜帶大件行李的旅客上下車。

### 機電系統
採用了丸之內線2000系開始使用的TIMA系統（車輛信息監察和分析系統）能夠從總指揮中心和車輛維護部門遠程監視正在運行的列車的設備狀態。
為了減低出軌事故做成的危險，列車安裝了自動把列車停止的脫軌檢測設備。

## 與7000系的分別
- 提高了冷氣能力。（48.9kW→58.0kW）[14]
- 擴大座椅寬度。（430 mm→460 mm）[14]
- 列車上有輪椅空間。[14]
- 減少列車與月台之間的高度差。[14]
  - 降低的列車地板高度（1200 mm→1140 mm）[14][8]
  - 把車門下部傾斜，令到月台之間的高度差再減小。[8][14]
- 車內資訊增加
  - 多語言的液晶顯示器（英語，中文，韓語）[14]

## 編組方式

### 型式介紹
17100型

駕駛拖車，附有車長室，座位：45人，立位：148人。
- 車長室設有駕駛台

17200型

電源動力車，座位：51人，立位：154人。
- 車底設有VVVF變頻器
- 車頂設有集電弓

17300型

拖車，座位：51人，立位：154人。
- 車底設有空氣壓縮機以及蓄電池

17400型

電源動力車，座位：51人，立位：154人。
- 車底設有VVVF變頻器
- 車頂設有集電弓

17500型

電源變壓拖車，座位：51人，立位：154人。
- 車底設有整流變壓器以及空氣壓縮機

17600型

電源變壓拖車，座位：51人，立位：154人。
- 車底設有整流變壓器

17700型

電源動力車，座位：51人，立位：154人。
- 車底設有VVVF變頻器
- 車頂設有集電弓

17800型

拖車，座位：51人，立位：154人。
- 車底設有空氣壓縮機以及蓄電池

17900型

電源動力車，座位：51人，立位：154人。
- 車底設有VVVF變頻器
- 車頂設有集電弓

17000型

駕駛拖車，附有車長室，座位：45人，立位：148人。
- 車長室設有駕駛台

### 車輛編組表
10輛編成 編組表
|               | ←新木場・澀谷・元町・中華街方向小竹向原・和光市・小川町・飯能方向→ |                |                |                |                |                |                |                |                |                |
| 車號          | 10                                                                 | 9              | 8              | 7              | 6              | 5              | 4              | 3              | 2              | 1              |
| 形式          | 17100形 (CT1)                                                      | < 17200形 (M)  | 17300形 (T)    | < 17400形 (M)  | 17500形 (Tc1)  | 17600形 (Tc2)  | < 17700形 (M)  | 17800形 (T)    | < 17900形 (M)  | 17000形 (CT)   |
| 搭載機器      |                                                                    | VVVF           | Bt,CP          | VVVF           | SIV,CP         | SIV            | VVVF           | Bt,CP          | VVVF           |                |
| 動輪軸        | ○○ ○○                                                              | ●● ●●          | ○○ ○○          | ●● ●●          | ○○ ○○          | ○○ ○○          | ●● ●●          | ○○ ○○          | ●● ●●          | ○○ ○○          |
| 重量          | 28.5t                                                              | 32.6t          | 26.7t          | 32.8t          | 29.2t          | 28.2t          | 32.8t          | 26.7t          | 32.7t          | 28.5t          |
| 車内設備      | ♿︎                                                                 | ♿︎.弱冷        | ♿︎             | ♿︎             | ♿︎             | ♿︎             | ♿︎             | ♿︎             | ♿︎             | ♿︎,女専        |
| 定員 （座席） | 143 (45)                                                           | 154 (51)       | 154 (51)       | 154 (51)       | 154 (51)       | 154 (51)       | 154 (51)       | 154 (51)       | 154 (51)       | 143 (45)       |
| 車廂編號      | 17101 ： 17106                                                     | 17201 ： 17206 | 17301 ： 17306 | 17401 ： 17406 | 17501 ： 17506 | 17601 ： 17606 | 17701 ： 17706 | 17801 ： 17806 | 17901 ： 17906 | 17001 ： 17006 |

- 17306號車設有軌道監控裝置（FS580A）

圖例
- VVVF：制御装置（VVVF逆變器）
- SIV：補助電源装置（静止形逆變器）
- CP：電動空氣壓縮裝置
- Bt：蓄電池
- ＜：集電装置（單臂集電弓）
- ♿︎：無障礙空間
- 弱冷：弱冷車廂
- 女専：女生専用車廂

備註:本章節資訊來源為

## 歷史
- 2019年（令和元年）
  - 3月26日：東京地鐵公布此列車[14][17]
- 2020年（令和2年）
  - 1月17日：第一編成（17101F）於日立製作所笠戸事業所出場並甲種輸送[16]
  - 8月11日：列車於新木場車輛基地公開[18]
  - 9月：乘務員訓練開始。[5]
- 2021年（令和3年）
  - 2月21日：此列車投入服務，17101編成於7時21分在新木場站開往和光市站。[9][10]
  - 2月24日：列車首次直通東武東上線。[19]
  - 3月1日：列車首次行駛F-liner。[20]
  - 3月3日：列車首次直通西武池袋線。[21]
- 11月5日：8節列車開始運轉並用以直通東武東上本線。